# Exechia mastigura
Exechia mastigura är en tvåvingeart som beskrevs av Edwards 1928. Exechia mastigura ingår i släktet Exechia och familjen svampmyggor. Inga underarter finns listade i Catalogue of Life.